# EchoGéo
EchoGéo est une revue scientifique de sciences humaines et sociales et plus spécifiquement de géographie.
EchoGéo est en libre accès accessible sur le portail OpenEdition Journals (anciennement Revues.org) à partir de 2007.